# Ивайловград
Ивайловгра́д (болг. Ивайловград) — город в Болгарии. Находится в Хасковской области, входит в общину Ивайловград. Население составляет 3158 человек (2022).
Город расположен у восточных отрогов Родопских гор. Община Ивайловград граничит с Грецией, причём это единственное место в Болгарии, где в Грецию ведёт дорога на север. В окрестностях города развалины римской вилы («вила Армира») и крепость Лютица (христианский центр VIII—X веков).
В сентябре 2010 года близ города открылся новый пограничный переход «Ивайловград — Кипринос». На церемонии открытия, приуроченной к 130-летию установления дипломатических отношений между Болгарией и Грецией, присутствовали президенты двух стран.

## Политическая ситуация
Кмет (мэр) общины Ивайловград — Диана Овчарова, (Граждане за европейское развитие Болгарии).